# Казань-60
Казань-60 (ранее известный как «Георгий Агафонов») — сухогрузное специализированное судно-рефрижератор в составе Военно-морского флота России.

## История
Корабль был по заказу Дунайского пароходства ММФ СССР построен в Австрии в 1986—1988 гг. на верфях «Osterreichische Schiffswerften AG Linz-Korneuburg». В советское время корабль «Георгий Агафонов» должен был перевозить овощи и фрукты из Болгарии в СССР. Из-за осадки не смог работать на Дунае и плавал по Чёрному морю Корабль имеет одну палубу и два винта.
После распада СССР судно получило Украинское Дунайское пароходство (под идентификационным номером IMO: 8805494, MMSI: 272892000). Портом приписки корабля стал Измаил. В 2013 году была получена бумага о том, что плавсредство было признано непригодными к эксплуатации и на следующий год было получено разрешение на продажу.
5 февраля 2015 года корабль исключили из Государственного судового реестра Украины. 19 марта 2015 года он покинул территорию Украины. Затем, согласно отчету Стокгольмского международного института мирных исследований указано, в 2015 году корабль был продан через сухопутную Монголию (от рубежей которой до ближайшего моря почти тысяча километров) с переименованием в «Geo» (MMSI: 457284000) в Российскую Федерацию. С 17 октября 2015 года корабль был в Новороссийске, а спустя одну неделю — уже в Севастополе под флагом вспомогательных судов ВМФ России. Предположительно между украинской и монгольской стороной была и Турция. «Агафонов»-«Казань» до 20-х чисел октября 2015 года сохранял уникальный номер ИМО, поменяв лишь идентификатор морской подвижной службы (MMSI) и позывной.
Российский Центр анализа стратегий и технологий отметил, что переход корабля под монгольский флаг был связан с использованием «полуфиктивной компании-„прокладки“», чтобы купить судно в интересах ВМФ России для применения на «сирийской линии», а также по мнению центра это не единственный корабль, который Россия приобрела у Украины.